# Sobrenatural (álbum de Marcos Witt)
Sobrenatural es el trigésimo segundo álbum producido por el cantante cristiano Marcos Witt. El álbum fue grabado en vivo desde el Parque Metropolitano Simón Bolívar, en la ciudad de Bogotá, Colombia, el 17 de mayo de 2008. Contó con la participación de Álex Campos, Pescao Vivo y Moisés Angulo. El CD+DVD salió a la venta el 19 de agosto de 2008.

## El concierto
Esta producción hace parte del sentir manifestado por Marcos Witt de captar la energía del pueblo cristiano latinoamericano. Este proceso empezó con «Dios es Bueno», grabado en Puerto Rico y continuo con «Alegría», grabado en Chile.
Marcos Witt fue explícito en diversas entrevistas que en esta nueva producción iba a cantarle al Dios sobrenatural, el cual no ha dejado de hacer milagros, del mismo modo expresó que se trataba del proyecto más ambicioso de su carrera debido a que se moverían los estándares de producción, es decir, que tanto el montaje escénico como la producción musical, arreglos y demás serían mayores.
El concierto incluía tres pantallas gigantes a cada lado del escenario, para que sin importar la ubicación de las personas, todas tuvieran posibilidad real de ver la acción. El escenario en general tenía unas 45 pantallas de plasma que reproducían imágenes de acuerdo a la música.
La boletería para el concierto fue de accesibilidad total: COP$20.000, un poco más de 10 dólares americanos.
Los títulos de algunas de las canciones fueron: «Sobrenatural», «Desciende Aquí», «Si Puedes Creer», «Muévete» y «Tú Harás».
El concierto terminó con algunas canciones ya conocidas, las cuales fueron: «Enciende Una Luz», «En los montes, en los valles», y «Dios es bueno».

## Canciones
| Sobrenatural |                                                                                  |          |  |
| N.º          | Título                                                                           | Duración |  |
| 1.           | «Introducción»                                                                   | 1:31     |  |
| 2.           | «Derrama de Tu fuego»                                                            | 4:25     |  |
| 3.           | «Muévete»                                                                        | 4:43     |  |
| 4.           | «Sobrenatural»                                                                   | 5:11     |  |
| 5.           | «Si puedes creer»                                                                | 6:09     |  |
| 6.           | «Aumenta mi fe»                                                                  | 4:27     |  |
| 7.           | «Poderoso Dios»                                                                  | 7:54     |  |
| 8.           | «Yo creo»                                                                        | 4:07     |  |
| 9.           | «Tú harás»                                                                       | 6:02     |  |
| 10.          | «Bonus Track: Como Tú no hay nadie" (Participación especial de Giovanni Olaya)»  | 4:41     |  |
| 11.          | «Bonus Track: Amor eterno (Participación especial de Marcos Witt y Álex Campos)» | 4:16     |  |
| 12.          | «Bonus Track: Muévete" (Versión Radio)»                                          | 4:09     |  |
| 13.          | «Bonus Track: Si puedes creer" (Versión Radio)»                                  | 4:17     |  |

## Remixes
| United One World (Vol. 1) - DJ Blaster |                                                                                         |          |  |
| N.º                                    | Título                                                                                  | Duración |  |
| 1.                                     | «Sobrenatural (Remix) (Participación especial de Marcos Witt con Harold "El Guerrero")» | 4:20     |  |

## Créditos
Extraídos de Allmusic
| - Marcos Witt: Compositor, Artista Principal, Productor - Alex Campos: Compositor, Artista Principal - Giovanni Olaya: Compositor, Artista Primario - Jorge Santos: Ingeniero, masterización, coordinación de producción - Sergio González: Arreglista, guitarra eléctrica, guitarra acústica, teclados, Talk Box - Antonio Cirilo: Compositor - Esteban Machuca: Arreglista, bajo sexto - Roberto Juan Martínez: Piano - Orlando Rodríguez: Mezcla - Javier Serrano: Guitarra acústica |

## Listas musicales
| Listas                        | Posición |
| ----------------------------- | -------- |
| US Billboard Latin Albums     | 51       |
| US Billboard Latin Pop Albums | 15       |